# 3965 Konopleva
3965 Konopleva eller 1975 VA9 är en asteroid i huvudbältet som upptäcktes den 8 november 1975 av den rysk-sovjetiske astronomen Nikolaj Tjernych vid Krims astrofysiska observatorium på Krim. Den har fått sitt namn efter den ukrainska astronomen Valentyna Konoplova (1919–2001).
Asteroiden har en diameter på ungefär nio kilometer och den tillhör asteroidgruppen Eunomia.